# Walterschen
Walterschen ist eine Ortsgemeinde im Landkreis Altenkirchen (Westerwald) in Rheinland-Pfalz. Sie gehört der Verbandsgemeinde Altenkirchen-Flammersfeld an.

## Geographische Lage
Walterschen liegt etwa 3 km südlich von Weyerbusch und 5 km westlich von Altenkirchen in der Nähe der Landesstraße 267. Der Ort ist von Landwirtschaftsfläche umgeben, obwohl vor Ort kein entsprechender Betrieb mehr besteht.

## Geschichte
Walterschen gehörte zum Kirchspiel Flammersfeld in der Grafschaft Sayn und wurde in den Urkunden des Kirchspielgerichts erstmals im Jahr 1569 genannt. Nach der Teilung der Grafschaft Sayn gehörte Walterschen bis 1799 zur Grafschaft Sayn-Hachenburg. Bis 1806 stand der Ort unter der Herrschaft von Nassau-Weilburg und bis 1815 gehörte er zum Herzogtum Nassau. 1815 wurde das Kirchspiel Flammersfeld dem Königreich Preußen zugeordnet, verwaltungsmäßig gehörte Walterschen zur Bürgermeisterei Flammersfeld im 1816 neu gebildeten Kreis Altenkirchen. Seit 1946 gehört der Ort zum damals neu entstandenen Land Rheinland-Pfalz.
Bevölkerungsentwicklung
Die Entwicklung der Einwohnerzahl von Walterschen, die Werte von 1871 bis 1987 beruhen auf Volkszählungen:
| Jahr | Einwohner |
| 1815 | 65        |
| 1835 | 107       |
| 1871 | 101       |
| 1905 | 123       |
| 1939 | 132       |
| 1950 | 168       |

| Jahr | Einwohner |
| 1961 | 141       |
| 1970 | 119       |
| 1987 | 115       |
| 1997 | 144       |
| 2005 | 146       |
| 2023 | 161       |

## Politik

### Gemeinderat
Der Gemeinderat in Walterschen besteht aus sechs Ratsmitgliedern, die bei der Kommunalwahl am 9. Juni 2024 in einer Mehrheitswahl gewählt wurden, und dem ehrenamtlichen Ortsbürgermeister als Vorsitzendem.

### Bürgermeister
Frank-Walter Koch wurde Anfang 2015 Ortsbürgermeister von Walterschen. Bei der Direktwahl am 26. Mai 2019 wurde er mit einem Stimmenanteil von 85,54 % und am 9. Juni 2024 als einziger Bewerber mit 71,1 % jeweils für weitere fünf Jahre in seinem Amt bestätigt.
Vorgänger von Frank-Walter Koch war Karl Walter Bender, der das Mandat im Herbst 2014 niedergelegt hatte.